# Merostomata
Die Einteilung der Lebewesen in Systematiken ist kontinuierlicher Gegenstand der Forschung. So existieren neben- und nacheinander verschiedene systematische Klassifikationen. 
Das hier behandelte Taxon ist durch neue Forschungen obsolet geworden oder ist aus anderen Gründen nicht Teil der in der deutschsprachigen Wikipedia dargestellten Systematik.
Die Merostomata sind ein umstrittenes Taxon der Spinnentiere, das die Xiphosura oder Schwertschwänze (mit der rezenten Familie der Pfeilschwanzkrebse) und die ausgestorbenen Eurypterida oder Seeskorpione (selten auch Breitflosser) zusammenfasst. Der wissenschaftliche Name leitet sich ab von altgriechisch meros, Hüfte und stoma, Mund, Öffnung, daher sehr selten deutsch als „Hüftmünder“ bezeichnet, er nimmt Bezug auf die Gestalt der vorderen Gliedmaßen, deren basale Segmente der Nahrungsaufnahme dienen, während die äußeren (distalen) zur Fortbewegung eingesetzt werden. Der Name Merostomata wurde ursprünglich 1852 von James Dwight Dana für die Pfeilschwanzkrebse eingeführt. Henry Woodward definierte ihn 1866 neu, so dass er auch die Seeskorpione umfasste (beide Gruppen galten zu dieser Zeit noch als zu den Krebstieren gehörend). Im klassischen System sind die Merostomata eine der beiden Klassen der „echten“ Spinnentiere oder Euchelicerata, mit den beiden Ordnungen Xiphosura und Eurypterida. Später wurde die Gruppe der Chasmataspidida aus den Xiphosura ausgegliedert und zur eigenständigen Ordnung erhoben. Das Verhältnis dieser Gruppen, und die Monophylie der Xiphosura und der Chasmataspidida sind seit langer Zeit umstritten. Die meisten Systematiker nehmen heute an, dass die Seeskorpione näher mit den Spinnentieren (Arachnida) verwandt sind als mit den Schwertschwänzen. Ein Taxon Merostomata würde demnach nicht existieren.

## Körperbau
Alle hierher zusammengefassten Organismen besitzen einen Körper, der aus Segmenten besteht, die zu zwei Abschnitten (Tagmata) zusammengefasst erscheinen, einem Vorderkörper (Prosoma oder Cephalothorax) und einem Hinterleib (Opisthosoma), der in eine unterschiedliche Anzahl Unterabschnitte geteilt sein kann und am Ende einen langen Schwanzstachel (Telson) trägt. Der Vorderabschnitt wird von oben (dorsal) von einem einheitlichen Schild bedeckt, der oft auf der Oberseite Facettenaugen erkennen lässt. Es trägt sechs Paar Extremitäten, von denen das vorderste Paar als Scheren-tragende Cheliceren ausgebildet ist, die restlichen sind laufbeinartig oder die hinteren als Schwimmbeine ausgeprägt. Innen an den Beinen sind plattenartige Kiemen als Atemorgane vorhanden. Besondere, taster-ähnliche Pedipalpen sind nicht erkennbar. Die ersten Beinglieder, Hüfte oder Coxa genannt, tragen innen gezähnte Anhänge, die als Mundwerkzeuge bei der Nahrungsaufnahme dienen. Von hoher Bedeutung für die Systematik ist das Vorhandensein oder Fehlen einer großen, unpaaren Platte, die die Hüften verschiedener Beinpaare bedeckt. Diese wird Metastoma genannt. Ein Metastoma ist vorhanden bei den Eurypteriden und manchen Chasmataspidida. Nach einer Hypothese ist sie homolog zur Bauchplatte (Sternum) der Arachnida. Einige sehen sie auch als homolog zu den Chilaria der Xiphosura.
Die Segmente des Opisthosomas können teilweise Extremitäten tragen, oder völlig ohne diese ausgebildet sein. Wenn extremitätentragende Segmente vorhanden sind, sind dies immer die vorderen, der entsprechende Abschnitt des Hinterleibs wird dann Mesosoma genannt. Der zweite, extremitätenlose Abschnitt wird Metasoma genannt. Oft besitzen die ersten sechs oder sieben Hinterleibssegmente Gliedmaßen, deren erstes Paar oft zu kleinen, Chilaria genannten Platten reduziert ist. Immer ist das Opisthosoma gegenüber dem Prosoma merklich verschmälert. Meist sind alle Segmente des Opisthosomas frei und gegeneinander beweglich, einige können aber abschnittsweise miteinander verschmolzen sein.

## Lebensweise
Da alle zu den Merostomata gerechneten Gruppen mit Ausnahme von vier Arten der Pfeilschwanzkrebse ausgestorben sind und nur fossil erhalten vorliegen, ist über ihre Lebensweise wenig bekannt. Man nimmt an, dass alle zugerechneten Gruppen wasserlebend (aquatisch) waren. Dabei liegen Funde sowohl aus marinen Sedimenten wie auch aus Süßwassersedimenten vor. Einige Spurenfossilien lassen die Möglichkeit offen, dass einige Vertreter zumindest zu kurzen Landgängen das Wasser verlassen konnten. Wie die gesamte Verwandtschaft waren sie vermutlich räuberisch.

## Phylogenie und Verwandtschaft
Traditionell wurden innerhalb der (Eu-)Cheliceraten zwei Gruppen im Rang von Klassen unterschieden, die Merostomata mit primär wasserlebender (aquatischer) Lebensweise und die Arachnida mit primär landlebender (terrestrischer) Lebensweise. Dieses Verhältnis wird seit den 1990er Jahren zunehmend bestritten. Die gemeinsamen Merkmale der zu den Merostomata zusammengefassten Taxa seien demnach nur gemeinsame Stammgruppenmerkmale (Symplesiomorphien), die sich oft aus der gemeinsamen aquatischen Lebensweise (die innerhalb der Chelicerata primär war) ergeben hätten.
Da die Monophylie seit längerem bestritten wird, wird ein Taxon Merostomata in der neueren Literatur kaum noch berücksichtigt. In einer neueren Untersuchung von 2014 wurde eine mögliche Verwandtschaft der Xiphosura sensu stricto, Eurypterida und Chasmataspidida allerdings erneut als Möglichkeit ins Spiel gebracht, ohne formal ein Taxon wieder herzustellen. Viele neuere Autoren gebrauchen Merostomata wieder in der ursprünglichen Bedeutung nach Dana, demnach wäre der Name ein Synonym von Xiphosurida.